# Широково (Иркутская область)
Широ́ково — село в Нижнеудинском районе Иркутской области. Административный центр Широковского муниципального образования.

## География
Село находится на расстоянии 80 км к северо-востоку от Нижнеудинска, административного центра района.

## Население
| 2002 | 2010 | 2011 | 2012 |
| ---- | ---- | ---- | ---- |
| 242  | ↗266 | ↘265 | ↘258 |

## Улицы
- ул. Лесная,
- ул. Центральная,
- ул. Школьная.